# Camponotus consobrinus
Espèce
Synonymes
- Camponotus dimidiatus Roger, 1863
- Camponotus nigriceps obniger Forel, 1902
- Formica consobrina Erichson, 1842[1],[2]

Camponotus consobrinus est une espèce de fourmis endémique à l'Australie. Faisant partie du genre Camponotus, dans la sous-famille des Formicinae, elle a été décrite par l'entomologiste Wilhelm Ferdinand Erichson en 1842.
Cette fourmi est polymorphe et relativement grande. Elle comprend deux différents types de travailleuses : les majeures (également connus comme soldats) et mineures. Les membres de ces deux groupes mesurent de 5 à 15 mm de long.
Principalement nocturne, l'espèce préfère un habitat mésique et est fréquemment retrouvée dans les forêts et boisés. On la retrouve également en zone urbaine, où elle est considérée comme un parasite d'habitation.

## Taxonomie
Camponotus consobrinus est nommée Formica consobrina par Erichson en 1842. L'holotype est une reine capturée en Tasmanie et conservée au musée d'histoire naturelle de Berlin. Plus tard, en 1863, Formica consobrina est classée dans le genre Camponotus par l'entomologiste Julius Roger (en), sous le nom Camponotus consobrinus. En 1933, William Morton Wheeler décrit les sous-espèces C. consobrinus lividipes et C. consobrinus nigriceps, ainsi que les variantes C. consobrinus var. obniger et C. consobrinus var. perthianus. Certaines de ces classifications ne font pas long feu : C. consobrinus nigriceps est classée comme espèce à part en 1934 sous le nom de C. nigriceps, alors que C. consobrinus lividipes devient un synonyme de C. consobrinus. En 1985, C. consobrinus lividipes est classée comme sous-espèce de C. nigriceps, désormais nommé C. nigriceps lividipes. En 1996, C. consobrinus perthianus devient synonyme de C. nigriceps et C. consobrinus var. obniger, de C. consobrinus.
Le nom spécifique est tiré du latin consobrina, signifiant « cousin », faisant référence à son apparence similaire avec C. herculeanus.
La fourmi fait partie du complexe d'espèces Camponotus nigriceps, qui comprend également C. clarior, C. dryandrae, C. eastwoodi, C. loweryi, C. longideclivis, C. nigriceps, C. pallidiceps et C. prostans. En anglais, elle est connue sous les noms de banded sugar ant (la « fourmi rayée à sucre ») ou sugar ant (« fourmi à sucre ») en raison de son attirance pour les aliments sucrés et pour sa bande orange-brune présente sur son abdomen.